# Понад хмарами (пісня)
«Понад хмарами» — пісня українського музичного гурту «Тартак» за участю української співачки Каті Chilly. Пісня увійшла до альбому «Система нервів», який вийшов у 2003 році.

## Про пісню
За словами Олександра Положинського, ідея заспівати дуетом разом з Катею зародилася ще у всеукраїнському турі «Червоної рути» 1998 року, коли вони подружилися. Також він розповів, на якій стадії написання була тоді сама пісня:
|  | Пісня вже існувала в зародковому стані, принаймні, Катін приспів, тож все, що було потрібно – це домовитися з Катею, щоб вона захотіла її виконати і дописати свої фрагменти. |

Пізніше, у інтерв'ю 2015 року Олександр згадував, що процес створення пісні був дуже складний та тривалий, періодично вносилися зміни та було багато невдалих спроб.
Сама ж Катя Chilly, на момент запису композиції у 2002 році, майже відмовилася від сцени і, за її словами, погодилася заспівати дуетом лише тому що «це був Сашко».
Навесні 2006 року вийшов студійний альбом Каті Chilly під назвою «Я — молодая», у складі якого також була ця пісня.
У січні 2020 року пісня увійшла до списку переможців спецпроєкту «20 знакових пісень за 20 років», який склали експерти, обрані організаторами національної музичної премії YUNA. Оскільки, на момент нагородження, Олександр Положинський вже покинув гурт «Тартак», то нагороду за нього отримала Катя Chilly. Отримуючи нагороду вона сказала:
|  | Це нагорода Сашка Положинського та гурту "Тартак". А я була прикрасою цієї пісні. І я дуже вдячна Сашку, що він мені довірив провести кров у цій пісні. |

### Музичний відеокліп
На цю пісню було відзнято музичний відеокліп, його режисером став Віктор Придувалов. За сюжетом, ліричний герой Олександра Положинського переживає смерть коханої, яку зіграла Катя Chilly. Проте, сама співачка у кліпі не з'являлася, а лише її силует з'являвся у лабораторії з капсулою, залитою яскравим білим світлом, та співачкою всередині. Це, на думку її продюсера, мало додати таємничості до її образу та голосу.

## Переспіви та ремікси
- У 2005 році «Тартак» випустив альбом реміксів під назвою «Перший комерційний», куди увійшов ремікс на цю пісню, який отримав назву «Kazaty Katja»[9].
- 12 травня 2016 року Олександр Положинський та Катя Chilly виконали акустичну версію цієї пісні у етері програми «M2 Live» телеканалу М2[10][11].
- 24 серпня 2020 року на концерті «Пісенна історія сучасної України» до Дня незалежності, який відбувся в межах заходів святкування 29-річчя Незалежності України, частину цієї пісні виконала Ніна Матвієнко[12].